# Trojane

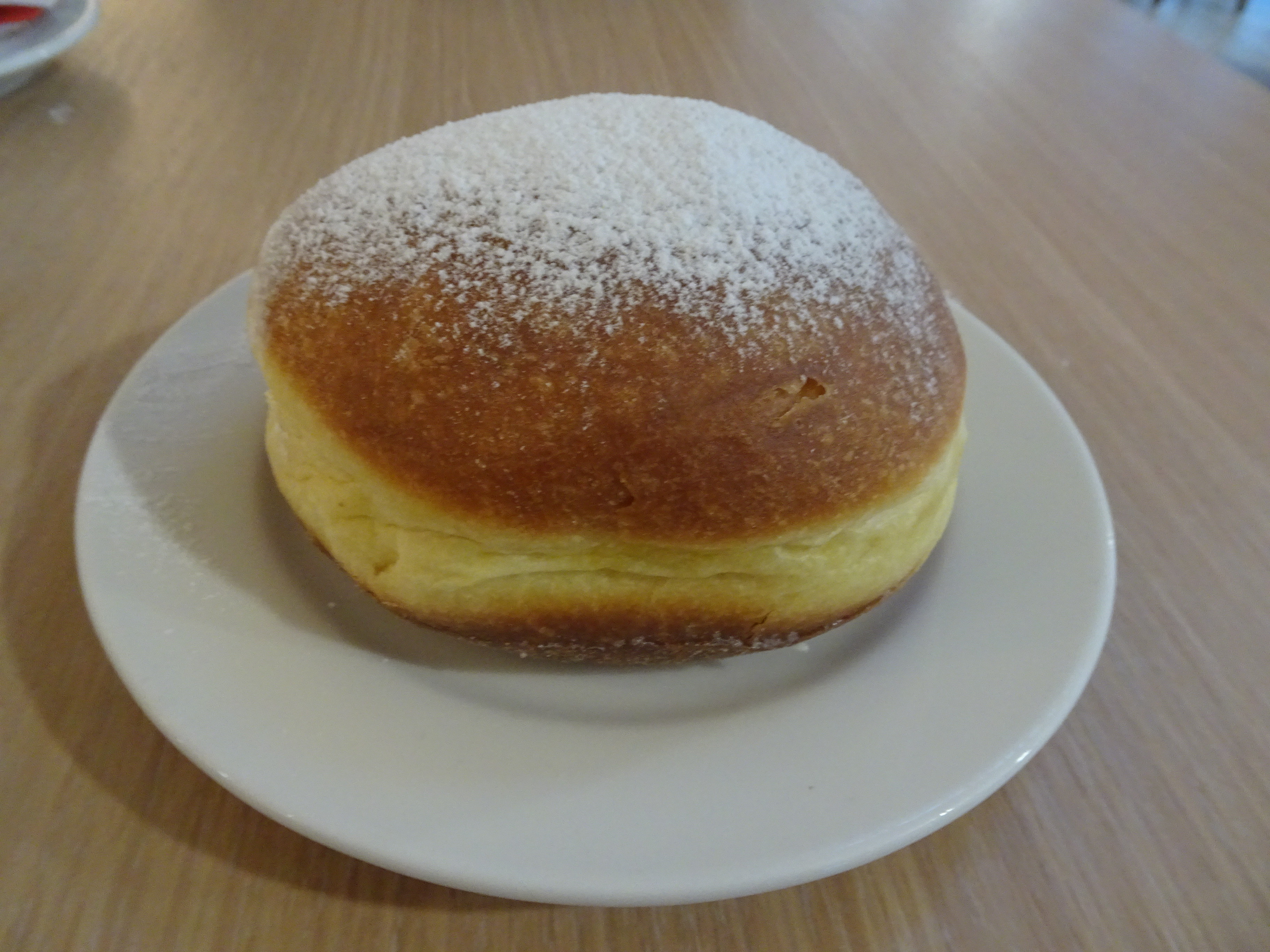
Beignet de Trojane

Trojane est un village de la municipalité de Lukovica, en Slovénie, à huit kilomètres au sud-ouest de Vransko. Le beignet de Trojane, spécialité locale fort appréciée, est consommé sans modération par les touristes qui s'y arrêtent.

## Géographie
Le village comporte plusieurs hameaux. Il est situé à une altitude d'environ 561 m d'altitude, sous le col d'Učak, à 609 m d'altitude, le long de la route principale Ljubljana - Celje.  Au col de Trojane, il y a une ligne de partage des eaux entre la Sava, Kamniška Bistrica et Savinja.

## Étymologie
Le nom s'écrivait dans l'Antiquité tardive Atrans. Le nom slave est tiré du roman latinisé, qui a donné naissance au nom de la population  Trǫd'ane, qui s'est développé en Trojane d'aujourd'hui. Le nom signifie donc à l'origine « habitants de Trǫdь ». L'ancien nom Atrans n'est pas expliqué étymologiquement, mais il est certainement pré-latin. Dans les documents anciens, le nom du lieu est écrit en 1229 et latere ville Troye, vers 1400 Troyn, en 1466 vber den Troyan et en 1496 Troyan.
Le nom a également été rapporté, pendant l'Antiquité, sous la forme Hadrante ou Adrante sur les itinéraires romains.

## Histoire
Pendant l'Antiquité, la voie romaine qui reliait l'Italie à la Pannonie y passait. À Atrans, les Romains ont mis en place une mansio (un relais de poste du cursus publicus) ; c'était aussi un avant-poste militaire le long de la frontière avec la province du Norique. Au IIe siècle, il était entouré d'un mur défensif qui longeait les hameaux actuels de V Zideh in Podzidu.
En 333, l'Anonyme de Bordeaux sur la route de Jérusalem s'y arrêta et nota sur son itinéraire : mansio Hadrante.
La voie romaine ne suivait pas l'itinéraire actuel, mais descendait vers Zaplanina au sud de la route actuelle. Elle a été réparée au XVIIe siècle en raison du développement du commerce et du trafic entre la Carniole et la Styrie. Vers 1720, une nouvelle route Vienne - Trieste a été construite, dont le tracé est proche de celui d'aujourd'hui.
Les fouilles archéologiques montrent que cette colonie romaine a probablement été démolie par les Huns. Le village slovène a été mentionné pour la première fois en 1228. 

### Archéologie
Les premières traces d'habitat remontent à la préhistoire. La colonie romaine s'est développée au sud de la route actuelle, en dessous du village d'aujourd'hui, le long des terrasses du versant sud. Les fouilles mettent en évidence des vestiges datés entre le milieu du Ier siècle et le début du IVe siècle. Une fabrique de poterie avec des fours a été découverte. La nécropole était à l'ouest de la colonie. Des restes d'une ou même de deux statues en bronze de chevaux, peut-être des parties de portraits équestres de dirigeants, sont particulièrement intéressants. Un grand nombre de fragments de monuments romains en pierre avec des inscriptions ont été insérés dans des maisons à Trojane, Zide et dans les hameaux de Podzid, Šentožbolt et Hrastnik près de Trojane. Un bâtiment plus grand est mentionné sur une inscription brisée de l'époque de Marc Aurèle.

### Époque contemporaine

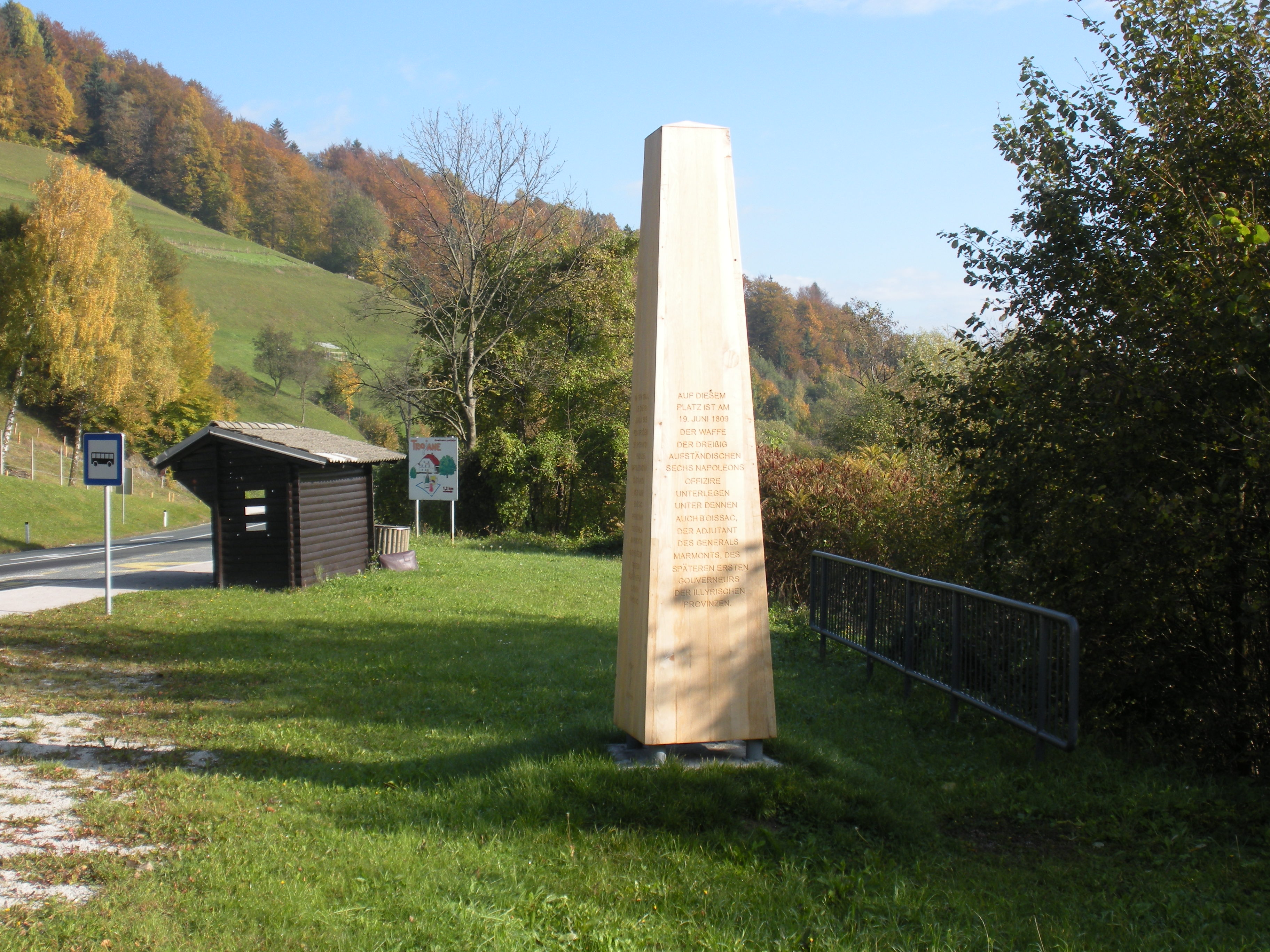
Obélisque commémoratif au col d'Učak

À l'époque des provinces illyriennes de l'empire napoléonien, le principal bureau de douane se trouvait à Trojane.
Au col d' Učak (609 m d'altitude), une colonne de soldats de Napoléon a été attaquée et cinq officiers ont été tués. À l'occasion du bicentenaire de cet événement, un obélisque commémoratif a été dévoilé le long de la route principale Ljubljana - Celje avec la participation de l'ambassadrice de France en Slovénie le 19 juin 2009.  
Pendant la seconde guerre mondiale, ces montagnes furent propices aux attaques contre les Allemands : le 1er avril 1942, le bataillon de partisans styrien attaqua le poste de gendarmerie allemande et se retira à Čemšeniška Planina après la bataille. Début octobre 1943, la brigade Šlandrova détruisit une patrouille allemande près de Trojane.